# Finvikt

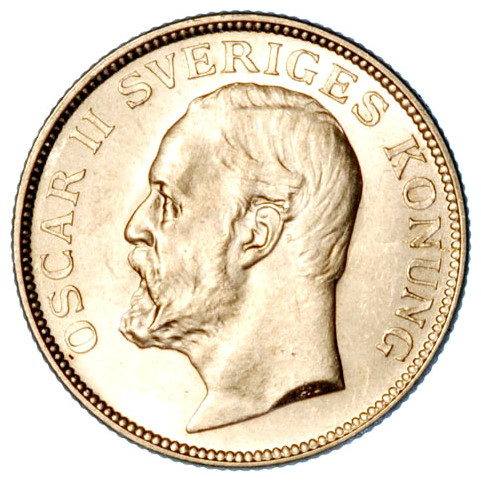
Svensk enkrona från 1906. Totalvikt ("skrot") 7,5 g, finvikt 6 g. Myntet innehåller alltså 80 % silver.

Finvikt betecknar vikten av guld eller silver i ett mynt. Om myntet innehåller båda metallerna är det bara mängden guld som räknas. Ett annat namn för finvikt är korn. Myntets totala vikt kallas ibland skrot. (De båda orden förekommer i uttrycket av samma skrot och korn ≈ lika dåliga.)
Tidigare var myntets värde helt beroende av dess finvikt men det blev under 1900-talet successivt frikopplat från den ingående mängden guld eller silver. Den svenska enkronan är sedan 1968 helt utan ädelmetaller.